# Confrontation à Argenta
Confrontation à Argenta (Nibi Jimu no tatakai !  (ニビジムのたたかい !-) en japonais et Showdown in Pewter City en anglais) est le 5e épisode du premier cycle de la Pokémon, la série. L'épisode a été diffusé pour la première fois au Japon le 29 avril 1997, aux États-Unis le 14 septembre 1998. C'est dans cet épisode qu'apparait pour la première fois Pierre.

## Synopsis
La série narre les aventures de Sacha. Sacha, Pikachu et Ondine arrivent à Argenta. Au Centre Pokémon, Sacha aperçoit une affiche vantant les mérites de la ligue Pokémon et du tournoi annuel de celle-ci. Avant de pouvoir participer, chaque dresseur doit remporter un match contre chacun des huit champions d'arène. Sacha décide de s’inscrire, sûr de remporter facilement les huit badges. Son premier adversaire est Pierre, le champion d'Argenta. Face à ce spécialiste des Pokémon de types Sol et Roche, Pikachu ne peut vaincre l’Onix qui lui est opposé. Un inconnu, qui se révélera être le père de Pierre n'osant pas rentrer chez lui, aidera Pikachu à gagner en puissance, lui permettant ainsi de déclencher le système anti-incendie de l'arène qui affaiblit l’Onix. Impressionné par la force du jeune dresseur, le champion Pierre remet le badge Roche à Sacha et décide de l’accompagner,,.

## Production
Confrontation à Argenta est le cinquième épisode du premier cycle de la série Pokémon, il a été diffusé pour la première fois au Japon le 29 avril 1997 et aux États-Unis le 14 septembre 1998. L'épisode a été écrit par Satoshi Tajiri et réalisé par Masamitsu Hidaka.
Aurélien Ringelheim est la voix française de Sacha, Fanny Roy la voix d'Ondine et Antoni Lo Presti la voix de Pierre[pertinence contestée].

## Réception
Sur le site de l'Internet Movie Database, 111 utilisateurs avait mis une note moyenne de 7,9 sur 10 (au 17 juin 2014).